# DR 10 001 bis 003
Die vierachsigen Gütertriebwagen mit den Betriebsnummern 10 001 bis 10 003 waren für die Deutsche Reichsbahn speziell konstruierte Fahrzeuge für den damaligen „Stückgut-Schnellverkehr“.
Diese 1930 beschafften Fahrzeuge wurden ab 1949 von der Deutschen Bundesbahn als VT 69.9 bezeichnet.

## Geschichte
Basierend auf der Konstruktion der vierachsigen Triebwagen mit Dieselmotor des Nummernschemas DR 851 bis 852 wurden diese drei speziell für den Güterschnellverkehr vorgesehene Fahrzeuge entwickelt. Diese Triebwagen wurden am 5. und 6. November 1930 mit der Gattungsbezeichnung L4vT in Dienst gestellt, wurden aber keiner Reichsbahndirektion zugeordnet, sondern dem Gattungsbezirk Dresden, wie die entsprechenden Güterwagen der Deutschen Reichsbahn.
Im Zweiten Weltkrieg war der 10 003 als mobile Fahrkartenausgabe im Einsatz.
Nach dem Krieg gelangten die drei Fahrzeuge zur Deutschen Bundesbahn, wo sie als VT 69 902, VT 69 900 und VT 69 901 geführt wurden. Am 27. Dezember 1960 wurden die Wagen VT 69 900 und VT 69 901 ausgemustert, am 18. Juli 1962 folgte VT 69 902.

## Technik
Als Antrieb des 21,4 Meter langen Triebwagens diente ein Maybach-6-Zylinder-Viertakt-Dieselmotor (G 4a), dessen Kraft über ein Viergang-Getriebe auf Blindwelle und Kuppelstange zum Antrieb des Drehgestells übertragen wurde. Bereits 1932 wurde der 111-Kilowatt-Motor bei einer höheren Nenndrehzahl auf 121 Kilowatt eingestellt. Ab 1935/1936 kamen Motoren mit 129 Kilowatt (Typ G 4b) zum Einsatz. Durch die Bundesbahn wurden 1952/54 Motoren mit 155 Kilowatt eingebaut. Dementsprechend variierten Dienstmasse und Höchstgeschwindigkeit der Fahrzeuge.
Die wassergekühlten Motoren wurden mit Druckluft angelassen. Die Fahrsteuerung erfolgte mittels Seilzügen.
Das Wagenkastengerippe war aus Profilstahl gefertigt und besaß eine Blechverkleidung. Das Untergestell wurde aus Winkelprofilen und Stahlblechen genietet. Auch die Rahmen der Drehgestelle waren genietet. Die Radsätze liefen in Gleitlagern. Die Federung der Radsätze und der Drehgestelle erfolgte mittels Blattfedern.
Der Gepäckraum hatte eine Fläche von 40 Quadratmetern und war über jeweils zwei Schiebetüren pro Seite zu erreichen.